# Hermann Herlinghaus (Filmkritiker)
Hermann Herlinghaus (* 30. April 1931 in Rostow am Don als Герман Херлингхауз; † 19. Mai 1989 in Ost-Berlin) war ein deutscher Filmkritiker, Filmwissenschaftler und Drehbuchautor.

## Leben
Herlinghaus wurde als Sohn eines Schlossers im sowjetischen Rostow am Don geboren. Nach Grund- und Oberschule besuchte er von 1949 bis 1951 die Arbeiter-und-Bauern-Fakultät. Nach dem Abitur 1951 absolvierte er 1955 ein Studium der Geschichte an der Humboldt-Universität zu Berlin mit Diplom. Danach war er bis 1960 wissenschaftlicher Assistent bzw. Oberassistent an der HU Berlin bzw. der Filmhochschule Potsdam-Babelsberg. Bis 1963 war er wissenschaftlicher Sekretär der Deutschen Zentralstelle für Filmforschung. Bis 1968 war er Abteilungsleiter des Instituts für Filmwissenschaft und Leiter bzw. Direktor für Information und Dokumentation. Er war Chefredakteur der Beiträge zur Film- und Fernsehwissenschaft der Hochschule für Film und Fernsehen „Konrad Wolf“. 1968 war er Mitbegründer und Sekretär, von 1971 bis 1980 Erster Sekretär des Verbands der Film- und Fernsehschaffenden (VFF). Von 1969 bis 1971 war er Aspirant an der HU Berlin, von 1977 bis 1980 Aspirant an der Akademie für Gesellschaftswissenschaften. Nach Beendigung der Aspirantur wurde er aus gesundheitlichen Gründen von der Tätigkeit im VFF entbunden. Er erhielt das Banner der Arbeit. Er war mit der Filmkritikerin Ruth Herlinghaus verheiratet, die von 1973 bis 1986 Leiterin der Abteilung Wissenschaft und Information der Hauptverwaltung Film war. Sein Sohn ist der Romanist Hermann Herlinghaus.

## Drehbuchautor
- 1965: Solange Leben in mir ist
- 1968: Die Russen kommen (verboten, Teile davon in Karriere, 1971)
- 1982: Der Mann von der Cap Arcona

## Hörspiel
- 1972: Michail Romm, Daniil Chrabrowizki: Das war unser Jahr. Vorlage: Neun Tage eines Jahres (Drehbuch) (Bearbeitung (Wort)) – Regie: Theodor Popp, Barbara Plensat (Rundfunk der DDR)[4]

## Bücher
- Zlatan Dudow. Berlin, 1965.
- mit Heinz Baumert: 20 Jahre DEFA-Spielfilm. Ein Bildband mit 400 Fotos: von „Die Mörder sind unter uns“ bis „Solange Leben in mir ist“. Berlin, Henschelverlag, 1968.
- Auskünfte und Ansichten. Berlin, VFF, 1981.